# Philemon und Baucis (Oper)
Philemon und Baucis, oder Jupiters Reise auf die Erde (Hob. XXIXa:1) ist eine Marionetten-Oper in einem Vorspiel und einem Akt von Joseph Haydn (Musik). Das Libretto ist eine anonyme Bearbeitung eines Schauspiels von Gottlieb Konrad Pfeffel aus dem Jahr 1763. Die Oper wurde am 2. September 1773 im Marionettentheater von Schloss Eszterháza uraufgeführt. Die Musik ist nur in Form einer späteren Fassung als Singspiel ohne das Vorspiel und die Schlussszene erhalten (Hob. XXIXb:2).

## Handlung

### Vorspiel: Der Götterrat
Auf dem Olymp
Szene 1. Merkur bedauert den Göttervater Jupiter. Er sei ganz aufgeregt und habe alle Götter dringend zu einer Versammlung einberufen. Der Arme habe keinen Augenblick der Ruhe mehr, weil er sich um so viele Dinge kümmern müsse.
Szene 2. Nacheinander treffen Diana, Apoll, Venus, Bachus, Neptun, Mars, Ceres und Jupiter ein. Gleich zu Beginn streiten Diana und Venus darüber, wer als erstes sprechen dürfe. Die anderen Götter ermahnen sie vergeblich und bitten schließlich Jupiter um eine Entscheidung. Der will zuerst die Fruchtbarkeitsgöttin Ceres anhören. Diese bittet um Unterstützung für die Bauern, die im Himmel aufgrund von Vorurteilen zu wenig beachtet werden und große Not leiden. Jupiter hält ihre Klage für übertrieben. Schließlich lebe kein Mensch ohne Sorgen. Venus meint, die Bauern seien nur müde, weil sie so viel feiern würden. Diana ergänzt, dass sie früh aufstehen, um auf die Jagd zu gehen. Ceres erzählt nun von dem harten Leben der Bauern und bittet Jupiter um Lohn für ihre Mühen. Jupiter will darüber nachdenken. Im Anschluss beklagen sich die Götter über das verwerfliche Verhalten der Menschen, das schon längst bestraft gehörte. Redlichkeit finde sich nur noch in Bauernhütten. Jupiter akzeptiert daher Merkurs Vorschlag, die Menschen mit einem furchtbaren Unwetter zu strafen. Mars weist darauf hin, dass man mit einem Krieg viel gründlicher ausmisten könne. Das geht den anderen jedoch zu weit. Venus und Apoll beklagen, dass sie auf der Erde nicht mehr wie früher geehrt würden, weil Liebespaaren zu wenig Zeit bis zum Tod bleibe und Künstler aufgrund ihrer Armut zu früh stürben. Venus schlägt daher vor, treue Paare immer gemeinsam sterben zu lassen, damit sie sich auch im Tod nicht trennen müssten. Das würde allerdings die Rechte Charons und der Parzen verletzen. Apolls Bitte um eine Verbesserung der Lebensbedingungen für die Künstler hingegen ist erfolgreich. Da Jupiter nun offenbar in Geberlaune ist, plädiert Bachus für eine größere Menge Wein und eine bessere Qualität desselben. Die Strafaktion sollte daher die Weinstöcke auslassen und sich auf Wälder, Meere und Teiche beschränken. Diana und Neptun protestieren, da das ihre angestammten Gebiete beträfe. Da verliert Jupiter die Geduld und wirft die Störenfriede Mars, Diana und Neptun hinaus.
Szene 3. Jupiter verkündet den übrigen Göttern, dass er noch am selben Tag die Erde besuchen werde, um sich selbst ein Bild von der Lage zu machen.
Szene 4. Jupiter fordert Merkur auf, ihn auf der Reise zu begleiten. Sie werden sich dafür als Wanderer verkleiden.
Szene 5. Jupiter hofft, dass er Grund finden wird, die Erde zu verschonen. Nachdem Merkur passende Pilgerkleidung besorgt hat, fliegen beide auf Wolken davon.

### Schauspiel
Ein phrygisches Dorf mit Philemons Hütte; Blick auf Felder, Weinberge und Landschaft
Szene 1. Während eines fürchterlichen Unwetters versammeln sich versprengte Bauern, unter ihnen das alte Paar Philemon und Baucis („In Wolken hoch empor getragen“). Die beiden flehen die Götter um Barmherzigkeit an, worauf das Gewitter endet und die Abendröte sichtbar wird.
Szene 2. Jupiter und Merkur suchen als Wanderer verkleidet nach einer Unterkunft für die Nacht. Entsetzt über die Freveltaten in den Städten Phrygiens hat Jupiter bereits seine Racheaktion ausgeführt, die er nur abbrach, weil ein unschuldiges Paar um Gnade bat.
Philemons Hütte mit zwei Urnen
Szene 3. Philemon und Baucis sehnen sich nach einem baldigen Tod, der ihre Leiden beenden wird.
Szene 4. Jupiter und Merkur stellen sich dem Paar als arme Pilger vor. Philemon und Baucis laden sie freundlich ins Haus ein. Sie zeigen ihnen die Urnen mit der Asche ihres früh verstorbenen Sohnes Aret und von dessen Braut Narcissa. Baucis zieht sich zurück, um den Gästen eine Mahlzeit und ein Bad zu bereiten.
Szene 5. Philemon erzählt, dass er und Baucis zwanzig Jahre verheiratet waren, bis endlich ihre täglichen Gebete nach einem Sohn erhört wurden (Arie Philemon: „Mehr als zwanzig Jahr Vermählte“). Dieser wollte am 1. Mai ein tugendhaftes Mädchen heiraten (Arie Philemon: „Ein Tag der allen Freude bringt“), doch seien beide kürzlich durch einen Blitzschlag ums Leben gekommen.
Szene 6. Baucis lädt die Gäste zu einem warmen Kräuterbad ein, während sie mit Philemon den Tisch deckt. Sie entschuldigt sich dafür, dass das Mahl karg ausfallen werde und dass ihr die Nachbarin nicht mit Wein aushelfen konnte.
Szene 7. Philemon und Baucis freuen sich, den Gästen trotz ihrer Armut noch etwas anbieten zu können (Arie Baucis: „Heut fühl ich der Armut Schwere“). Sie beschließen, auch ihre einzige Gans zu schlachten, die eigentlich für das Hochzeitsmahl der Kinder und dann als Opfergabe für Jupiter bestimmt war. Dafür muss nun das in wenigen Tagen erwartete Kalb herhalten.
Szene 8. Philemon betet darum, noch ein Jahr leben zu dürfen, um den Göttern nachzueifern und die Not der Menschen in Segen zu verwandeln.
Szene 9. Beeindruckt von der Tugendhaftigkeit des Paares versprechen Jupiter und Merkur Philemon den Segen der Götter.
Szene 10. Jupiter und Merkur überlegen, welchen Lohn sie dem Paar geben können. Jupiter wendet sich den beiden Urnen zu und ruft die Verstorbenen zurück ins Leben.
Szene 11. Die Urnen verwandeln sich in Rosenlauben, in denen Aret und seine Braut Narcissa sitzen. Die beiden erwachen allmählich wie aus einem Traum. Jupiter und Merkur ziehen sich zurück.
Szene 12. Aret und Narcissa staunen über dieses Wunder (Arie Aret: „Wenn am weiten Firmamente“ – Arie Narcissa: „Dir der Unschuld Seligkeit“ – Duett Aret/Narcissa: „Entflohn ist nun der Schlummer“). Sie freuen sich über ihre Liebe und hoffen, sich nie mehr trennen zu müssen.
Szene 13. Als Baucis eintritt und die Auferstandenen erblickt, fällt sie in Ohnmacht.
Szene 14. Auch Philemon reagiert nur sehr zurückhaltend. Er glaubt, es handle sich um einen grausamen Spaß der Götter. Aret und Narcissa starben schließlich schon vor dreißig Tagen. Beim Anblick der zerbrochenen Urnen schwinden seine Zweifel jedoch. Er und die wieder erwachte Baucis akzeptieren das Wunder.
Szene 15. Jupiter und Merkur erscheinen auf einer glänzenden Wolke und geben sich zu erkennen. Die vier Menschen fallen anbetend auf die Knie nieder. Jupiter würde Philemon und Baucis gerne noch mehr bieten. Die haben jedoch kein Interesse an Geld oder irdischer Macht. Philemon bittet lediglich darum, sein Haus zum Tempel weihen zu dürfen, um den Rest seines Lebens als Priester zu verbringen. Auf Jupiters Geheiß verwandelt sich die Hütte unter Blitzen und Donnerschlägen in einen prächtigen Tempel mit einer goldenen Statue seiner selbst. Die Kleider des alten Paares verwandeln sich in Priestergewänder. Weitere Priester und Priesterinnen Jupiters treten hinzu.
Szene 16. Von dem Lärm angelockt erscheinen die Nachbarn. Jupiter verkündet ihnen, dass die Frömmigkeit des Paares sie alle von seinem Fluch befreit habe.
Szene 17. Unter Jubelgesang aller Anwesenden (Chor: „Triumph! Triumph! dem Gott der Götter“) werden Jupiter und Merkur langsam in den Himmel gezogen.
Philemon hat eine Vision von der Zukunft: Glückliche Völker leben unter der Regentschaft einer unvergleichlichen Herrscherin (Kaiserin Maria Theresia). Jupiters Statue verschwindet, und stattdessen wird das Wappen des „Durchlauchtigsten Erzhauses“ (Habsburg) sichtbar. Alle fallen auf die Knie und preisen das göttliche Zeichen. Die Fama krönt das Wappen mit einem Kranz, die göttliche Vorsicht beschützt es mit einem stählernen Schild, und die Zeit umfasst es. Die Jupiter-Priester ziehen sich zurück. An ihrer Stelle nähert sich die festlich gekleidete ungarische Nation, begleitet von der Vaterlandsliebe, dem Gehorsam, dem Eifer und der Treue. Alle preisen die Kaiserin.
Letzte Szene. Jupiters Tempel verschwindet, und die Bühne stellt den beleuchteten Mittelteil des fürstlichen Gartens von Eszterháza dar. Philemon verkündet, dass dort einst die Göttin zu finden sein werde, „die mehr als eine Nation glückselig macht auf ihrem Gnadenthron“. Die Nachbarn und Nachbarinnen verwandeln sich ebenfalls in Ungarn. Sie halten diese Trugbilder nur für einen schwachen Abglanz der Wirklichkeit. Die Glückseligkeit umfasst das Wappen mit einer Hand und überschüttet die ungarische Nation aus ihrem Füllhorn.

## Gestaltung
Formal handelt es sich bei diesem Werk um ein Singspiel, wie Haydn selbst es in seinem Librettoverzeichnis nannte, bzw. seinem Entwurfskatalog zufolge um eine deutsche Opéra-comique. Es hat gesprochene Dialoge. Die Personen werden von Marionetten dargestellt.

### Libretto
Im Gegensatz zu den anderen Singspielen Joseph Haydns hat Philemon und Baucis eine ernste gefühlsbetonte Handlung. Die Dialoge heben vor allem den Wert der Tugend hervor. Der Text des Vorspiels Der Götterrat hingegen entspricht dem „niedrigen Stil“ der anderen Werke. Um den Unterschied zwischen den Göttern und den Menschen zu betonen, sind die Partien von Jupiter und Mars reine Sprechrollen.
Es gibt mehrere Hinweise auf das Alte Testament der Bibel: Jupiters Strafaktion mit dem gewaltigen Unwetter erinnert an die Sintflut, die Bewirtung der Götter durch das Ehepaar an den Besuch Gottes bei Abraham in Mamre. Jupiters Gnade schließlich lässt an den verzeihenden Gott des Christentums denken.
Auffällig sind die vielfachen Verwandlungen der Szene, wenn sich das Unwetter in eine Abendröte verwandelt, die Urnen in Rosenlauben, die Hütte in einen Tempel, die Jupiter-Statue in ein Wappen und schließlich der Tempel in den Schlosspark.

### Musik
Die zweiteilige Ouvertüre bildet zusammen mit dem Eingangschor, einer Sturmmusik, eine zusammenhängende Einleitung von großer dramatischer Wirkung. Die beiden Instrumentalsätze schildern das idyllische Leben des alten Paares, aber auch das tragische Ende ihres Sohnes. Mit dem daran anschließenden gesprochenen Auftritt der beiden Götter und den beiden Arien Philemons in gemäßigtem Tempo, folgt ein eher statischer Abschnitt.
Die Musik zeichnet sich durch einen großen Abwechslungsreichtum in den Melodien, den Tonarten und der Besetzung aus. Für eine der gelungensten Arien hielt H. C. Robbins Landon Philemons Arie „Ein Tag der allen Freude bringt“. Sie besitzt eine sorgfältig differenzierte Dynamik und Vokallinie, wie ein Vergleich der Abschnitte „O glückliche Zeit“ und „O schreckliche Zeit“ und des „calando“ verklingenden Endes zeigt. Originell ist Arets Arie „Wenn am weiten Firmamente“ mit Solo-Oboe und Pizzicatospiel der Streicher über einem verträumten Gewebe der gedämpften zweiten Geigen. Das Solo-Quartett im Mittelteil des Schlusschores beschrieb Robbins Landon als eines der erlesensten Stücke des Werks.

### Orchester
Die Orchesterbesetzung der Singspielfassung umfasst die folgenden Instrumente:
- Holzbläser: zwei Flöten (apokryph?), zwei Oboen, zwei Fagotte (?)
- Blechbläser: zwei Hörner, zwei Trompeten (?)
- Pauken
- Streicher

### Musiknummern
Die Singspielfassung der Oper enthält die folgenden Musiknummern:
- Ouvertüre
  - Con espressione; für zwei Oboen, zwei Hörner und Streicher
  - Andante; zusätzlich mit Soloflöte
- Nr. 1. Chor: „In Wolken hoch empor getragen“ (später auch Philemon und Baucis) – Allegro „Donnerwetter“; für zwei Oboen, zwei Hörner und Streicher
- Nr. 2. Zwischenspiele – Adagio; für Soloflöte und Streicher (Wiederholung nach dem Auftritt Jupiter/Merkur)
- Nr. 3. Arie (Philemon): „Mehr als zwanzig Jahr Vermählte“ – Andante moderato; für Streicher
- Nr. 4. Arie (Philemon): „Ein Tag der allen Freude bringt“ – Andantino; für zwei Oboen, zwei Hörner und Streicher
- Nr. 5. Arie (Baucis): „Heut fühl ich der Armut Schwere“ – Un poco Adagio; für Streicher
- Nr. 6. Menuett – In tempo commodo; für zwei Flöten und Streicher; aus Carlos d’Ordoñez’ Oper Alceste (1755)
- Nr. 7. Arie (Aret): „Wenn am weiten Firmamente“ – Adagio cantabile; für Solooboe, zwei Hörner und Streicher
- Nr. 8. Arie (Narcissa): „Dir der Unschuld Seligkeit“ – Allegretto; für Solofagott, Solovioloncello, zwei Oboen, zwei Hörner und Streicher; vgl. Il mondo della luna Hob. XXVIII:7 Nr. 24, dort Arie der Flaminia „Se la mia stella“
- Nr. 9. Duett (Aret, Narcissa): „Entflohn ist nun der Schlummer“ – Andante moderato; für zwei Flöten, zwei Oboen, zwei Fagotte, zwei Hörner und Streicher
- Nr. 10. Zwischenspiel – Con espressione; für Streicher; aus dem Ballo am Ende des ersten Akts von Glucks Oper Paride ed Elena
- Nr. 11. Chor: „Triumph! Triumph! dem Gott der Götter“ – für zwei Oboen, zwei Hörner, zwei Trompeten, Pauken und Streicher
  - Philemon, Baucis, Aret und Narcissa: „Er sieht mit freundlichem Erbarmen“ – Allegretto; für Horn, Trompete und Pauke
  - Alle
- Nr. 12. Ballo – für zwei Flöten, zwei Oboen, zwei Fagotte, zwei Hörner und Streicher; ab Takt 207 zusätzlich zwei Trompeten und Pauken; nach Chaconne und Gavotte am Ende von Glucks Oper Paride ed Elena

## Werkgeschichte
In den 1770er Jahren komponierte Joseph Haydn für das Marionettentheater im Park von Schloss Eszterháza mehrere Singspiele. Philemon und Baucis ist das einzige weitgehend erhaltene Werk dieser Gruppe. Das Libretto basiert auf einem 1763 erschienenen Schauspiel von Gottlieb Konrad Pfeffel nach einer Erzählung aus dem achten Buch von Ovids Metamorphosen. Der Name des Bearbeiters ist nicht bekannt. Möglicherweise handelte es sich um Phillip Georg Bader.
Die Uraufführung fand am 2. September 1773 anlässlich eines Besuchs der Kaiserin Maria Theresia bei Haydns Arbeitgeber Nikolaus I. Joseph Esterházy zur Einweihung des Marionettentheaters statt. Im Rahmen der Feierlichkeiten wurde auch Haydns Oper L’infedeltà delusa erstmals gespielt. Die mitwirkenden Sänger konnten anhand der zeitgenössischen Rechnungen identifiziert werden. Es handelte sich um Elisabeth Griessler (Baucis), Johann Haydn, Michael Ernst und Eleonora Jäger. Letztere hatte am Vortag in L’infedeltà delusa noch als Souffleuse mitgewirkt. Als Vorspiel zu Philemon und Baucis wurde ein nachträglich Der Götterrat getauftes Singspiel gegeben. Dem Anlass entsprechend bestand der Schluss der Oper aus einer Apotheose der Kaiserin und des Hauses Habsburg. Carl Ferdinand Pohl zufolge soll Maria Theresia später gesagt haben: „Wenn ich eine gute Oper hören will, gehe ich nach Esterház“. Damit bezog sie sich mutmaßlich auf die Marionetten-Oper.
Von der Originalfassung sind nur wenige Fragmente erhalten: neben der Ouvertüre, die den ersten beiden Sätzen von Haydns 50. Sinfonie entspricht, nur eine kleine Auftrittsmusik der Göttin Diana. Die Partitur einer späteren Singspielfassung entdeckte Jens Peter Larsen in der Bibliothèque du Conservatoire in Paris. H. C. Robbins Landon gab sie 1959 bei Bärenreiter in Kassel heraus. Georg Feder vermutete, dass es sich um eine unautorisierte Bearbeitung handelt. Sie enthält einige nicht im ursprünglichen Libretto aufgeführte Stücke von Christoph Willibald Gluck und Carlos d’Ordoñez sowie eine Arie aus Haydns Oper Il mondo della luna von 1777. Die Musik des Vorspiels (mit Ausnahme der bereits genannten Auftrittsmusik der Diana) und der Schlussszene ist nicht überliefert.
1776 oder Anfang 1777 wurde Philemon und Baucis erneut in Eszterháza gespielt. Die Musikwissenschaftlerin Kata Asztalos nimmt an, dass hier bereits die erhaltene Singspielfassung aufgeführt wurde, in die Haydn aus Zeitgründen Stücke anderer Komponisten einbaute. In diesem Fall hätte er die Arie der Narcissa „Dir der Unschuld Seligkeit“ ursprünglich hierfür komponiert und anschließend in Il mondo della luna wiederverwendet. Belegt ist außerdem eine Aufführung in Regensburg 1780.
Von der Ouvertüre gibt es mehrere Abschriften. Die Arie „Heut fühl’ ich der Armut Schwere“ wurde in eine kirchliche Adventsarie mit dem Titel „Maria, die reine“ umgearbeitet. Musikalienkataloge von 1799 und 1831 führten die Oper noch. Dann verlor sich ihre Spur. Die einzige bekannte Abschrift wurde erst 1935 entdeckt. Die Partiturausgabe im Rahmen der Haydn-Gesamtausgabe erschien 1971 als Rekonstruktion anhand der Singspielfassung ohne die offenbar erst darin ergänzten Trompeten- und Flötenstimmen.
Aufführungen in neuerer Zeit waren:
- 1950: King’s Lynn – britische Premiere.[13]
- 1959: Eisenstadt, Österreich – Aufführung mit Marionetten; Ensemble von Siegfried Wehrle.[9]
- 23. Februar 1973: Convent of the Sacred Heart, New York City – US-Premiere; Dirigent: Michael Feldman, Regie: Nicholas Coppola, Ensemble du Sacre Cœur, Nicolo Marionettes.[8]
- 3. Oktober 1975: Baird Auditorium, Washington, D.C.[13]
- September 1996: Eisenstadt, Österreich – im Rahmen der 8. Internationalen Haydntage; Dirigent: Trevor Pinnock, Regie: Christopher Leith.[14]
- 24. März 1997: Queen Elizabeth Hall, London – mit dem London Philharmonic Orchestra.[8]
- 26. April 2003: Magazin-Gebäude der Staatsoper Unter den Linden, Berlin – mit eigenen Kompositionen vervollständigte Fassung von Konstantia Gourzi; Regie: Immo Karaman, Bühne: Alexander Polzin.[15]
- September 2003: Eisenstadt, Österreich – im Rahmen der 15. Internationalen Haydntage; Dirigent: Trevor Pinnock, Regie: Christopher Leith.[8]
- 2011: Schauspielhaus Bochum und Haus Kemnade, Bochum – Produktion von Müllers Marionetten-Theater.[16]
- 2018/2019: Aufführungen im Deutsch-Sorbischen Volkstheater in Bautzen, im Theater Radebeul, im Theater Meißen und im Theater Döbeln – Marionettentheater; Dirigenten: Jan Michael Horstmann und Thomas Gläser, Regie: Therese Thomaschke.[17]

## Aufnahmen
- 1951 – Meinhard von Zallinger (Dirigent), Orchester und Chor der Wiener Staatsoper.
 Felix Steinböck (Jupiter), Jean Davy (Merkur), Erich Majkut (Philemon), Susanna Naidic (Baucis), Waldemar Kmentt (Aret), Elisabeth Roon (Narcissa).
 Studioaufnahme.
 Voce PL 7660 (1 LP), Habsburg Heritage HR 1334 (CD).[18]:6965
- Aufnahmedatum unbekannt (vor 1989) – Günter Kehr (Dirigent), Mainzer Kammerorchester, Vocalensemble Pro Musica.
 Aldo Baldin (Philemon), Elaine Woods (Baucis), Josef Protschka (Aret), Georgine Resick (Narcissa).
 Studioaufnahme; Zwischentexte von Hanns Dieter Hüsch.[18]:6964
- 2002 – Wolfgang Brunner (Dirigent), Salzburger Hofmusik, Kammerchor Salzburg.
 Manuel Warwitz (Philemon), Nathalie Vinzent (Baucis), Bernhard Berchtold (Aret), Ulrike Hofbauer (Narcissa).
 Profil PH09038 (CD).[8][19]
- Mai 2008 – Manfred Huss (Dirigent), Haydn Sinfonietta Wien, Voacalforum Graz.
 Frank Hoffmann (Jupiter), Hermann Beil (Merkur), Christoph Genz (Philemon), Maren Engelhardt (Baucis), Jan Petryka (Aret), Alexandra Reinprecht (Narcissa).
 Aus der Florianikirche in Straden, Österreich.
 BIS-SACD-1813.[20]
- 13. Juni 2009 – Gary Cooper (Dirigent), Akademie für Alte Musik Berlin.
 Sven Philipp (Jupiter), Heiko Senst (Merkur), Lothar Odinius (Philemon), Ruth Sandhoff (Baucis), Magnus Staveland (Aret), Ruby Hughes (Narcissa).
 Live aus dem Schlosstheater Neues Palais von den Musikfestspielen Potsdam Sanssouci.
 Radio-Übertragung auf Deutschlandradio Kultur.[21]

## Digitalisate
- Gottlieb Konrad Pfeffel: Philemon und Baucis: ein Schauspiel in Versen von einem Aufzuge. Straßburg 1763. Digitalisat der Österreichischen Nationalbibliothek
- Philemon und Baucis. Oder Jupiters Reise auf die Erde. Libretto, 1773. Digitalisat der Österreichischen Nationalbibliothek
- Philemon und Baucis. Libretto (ohne Vorspiel und Schlussszene), um 1790. Digitalisat des Münchener Digitalisierungszentrums